# Cyrtocara moorii
Cyrtocara moorii Boulenger, 1902 unica specie del genere Cyrtocara, è un pesce d'acqua dolce appartenente alla famiglia Cichlidae, sottofamiglia Pseudocrenilabrinae e conosciuto in ambito acquariofilo come Delfino blu del Malawi.

## Distribuzione e habitat
Questa specie è endemica del lago Malawi, dove è comune. Predilige acque basse con fondale fangoso.

## Descrizione
C. moorii presenta un corpo ovaloide e robusto, piuttosto compresso ai fianchi, con grandi labbra carnose. La pinna dorsale è bassa, che si allunga sul peduncolo caudale, opposta e simmetrica alla pinna anale; la caudale è a delta, mentre le altre pinne sono trapezoidali. La livrea giovanile vede un fondo grigio azzurro con riflessi argentei, che vira al blu elettrico con ampie chiazze sfumate brune e riflessi azzurro metallico nell'adulto. Inoltre gli adulti (soprattutto i maschi) sviluppano una gobba gibbosa sulla fronte, che ingrandisce con l'età.

Raggiunge una lunghezza massima di 20 cm.

## Riproduzione
C. moorii è un ciclide incubatore orale: la femmina incuba le uova in bocca e nella stessa protegge gli avannotti per alcune settimane dopo la schiusa.

## Alimentazione
C. moorii si nutre prevalentemente di piccoli invertebrati e crostacei

## Acquariofilia
Questa specie, non molto diffusa in commercio, è allevata dagli appassionati di ciclidi africani. Necessita di acquari piuttosto grandi.